# Test cognitiu
El test cognitiu és el test que en psicologia i pedagogia s'utilitza per determinar l'estil cognitiu d'un individu, que és un terme que utilitzen avui en dia els professionals d'ambdues disciplines per referir-se a les diferents formes de pensament que utilitzen les persones per organitzar i processar la informació que reben de l'exterior. És freqüent observar que la gent confon el terme "estil cognitiu" amb l'aptitud.

## Aplicació pràctica del test cognitiu
Vivim en una societat en la qual els automòbils segueixen sent un mitjà de transport necessari per a moltes persones grans, sobretot les que viuen aïllades en llocs on el transport públic és deficitari.
La demència senil i el deteriorament cognitiu associats a l'edat, sovint, comporten un dèficit d'habilitat per a la conducció segura. Tanmateix, no existeixen criteris unificats per aconsellar les persones grans sobre la necessitat que deixin de conduir i tampoc no s'ha elaborat fins ara un estàndard d'or (gold estandard) per determinar l'habilitat en la conducció.

## Mètodes
Recerca a MEDLINE de: aspectes cognitius i tests psicomètrics específics relacionats amb la conducció, en treballs en llengua anglesa, publicats de 1994 a 2009. Els termes de recerca relacionats amb la conducció van ser: conducció d'automòbils, simulació per ordinador, tests de conducció, revisió del carnet de conduir i accidents de trànsit; i els relacionats amb la salut del o de la pacient: deteriorament cognitiu, demència, malaltia d'Alzheimer, síndromes del lòbul frontal i malaltia dels cossos de Lewy.Versiones en español del Minimental State Examination (MMSE). Cuestiones para su uso en la práctica clínica per S. Llamas Velasco, L. Llorente Ayuso, I. Contador, Félix Bermejo Pareja. Revista de neurología, ISSN 0210-0010, Vol. 61, Nº 8, 2015, págs. 363-371

## Epidemiologia
El deteriorament cognitiu lleu (DCL) és una síndrome que es caracteritza per una funció anormal d'una capacitat cognitiva específica, com per exemple la memòria o el llenguatge, que apareix en un test psicomètric, però que no implica deteriorament de les activitats quotidianes.
Estudis preliminars indiquen que pot haver-hi deteriorament en les habilitats de conducció en el DCL, però caldria més evidència per elaborar unes recomanacions clares respecte a la conducció.
La demència es defineix pel deteriorament de la memòria juntament amb, almenys, el d'una capacitat cognitiva, que ocasiona un deteriorament significatiu en el funcionament social i/o ocupacional.
Aproximadament, el 4% de les persones de més de 75 anys que condueixen habitualment pateixen demència; però moltes d'elles continuen conduint bé durant part del procés de la malaltia.
En un estudi, en què persones grans van respondre a un test cognitiu breu autoadministrat i validat per detectar demència, prop del 20% de les més grans de 80 anys van donar respostes de deteriorament cognitiu.
Demència i resultats en la conducció. Les persones grans que condueixen i pateixen demència tenen, com a mínim, el doble de risc d'accidents, respecte a les persones grans que també condueixen, però tenen el nivell cognitiu intacte. Tanmateix, aquest augment del risc no apareix en tots els estudis. Sobretot, el risc augmenta a mesura que passa temps des que s'inicia la malaltia.
Sembla que per valorar el risc és més important el grau de deteriorament cognitiu que el tipus de demència, si es comparen l'Alzheimer i la demència vascular.
Els i les pacients amb demència frontotemporal, amb desinhibició i agitació conductual presenten la conducció més perillosa; potser pitjor que les persones amb demència senil de tipus Alzheimer.
També representen un motiu important de preocupació per a la seguretat en la conducció: els dèficits d'atenció i de percepció visual, les al·lucinacions visuals habituals i la fluctuació del nivell d'alerta de les persones malaltes amb demència de cossos de Lewy.
Avaluació mèdica, valoració funcional i nivell de gravetat de la demència. No tenim dubtes sobre la necessitat que la persona afectada deixi de conduir quan el grau de deteriorament cognitiu és prou important. Tanmateix, en l'etapa inicial d'aquest, haurem d'esforçar-nos a confirmar el diagnòstic, avaluar en la persona possibles causes reversibles de deteriorament cognitiu, valorar la gravetat de la demència, esbrinar si encara condueix i identificar la seva comorbiditat.
El pas següent en el procés d'avaluació és preguntar a la persona cuidadora principal com condueix el o la pacient (si té accidents, es perd, li posen multes, si vigila el trànsit i els vianants, si el botzinen sovint i si ha empitjorat des de la darrera revisió del carnet de conduir).
Revisió de les condicions de comorbiditat.
- Condicions visuals (cataractes, retinopatia diabètica, degeneració macular, glaucoma)
- Condicions cognitives (apnea del son, esclerosi múltiple, malaltia de Parkinson, malaltia psiquiàtrica, diabetis)
- Condicions motores (artrosi degenerativa, debilitat muscular, neuropaties)
- Revisió de la medicació (fàrmacs sedants, antihistamínics, antipsicòtics, antidepressius tricíclics, antiespasmòdics, benzodiazepines, relaxants musculars, barbitúrics)
- Revisió de les activitats de la vida diària (preparar-se el menjar, utilitzar diners o el telèfon, comprar, fer la feina de casa, vestir-se).

## Tests psicomètrics
El Miniexamen cognitiu, Mini-exam Cognitive (MEC), o Miniexamen de l'estat mental, Mini-Mental State Examination (MMSE), no es va dissenyar per valorar la capacitat de conduir. Ens pot orientar, però no ens prediu el risc d'accidents de trànsit, ni podem establir un punt de tall clar en els resultats que proporciona.
Una metanàlisi de 2004 conclou que els tests d'habilitat visuoespacials són els que serveixen més com a predicció del deteriorament per a la conducció de vehicles.
Comunicació dels resultats. Pel fet que deixar de conduir comporta efectes negatius per a moltes persones grans, sobretot si no tenen transports públics disponibles, els metges i les metgesses haurien de recomanar que la persona continués conduint només si està en condicions de fer-ho, i programar revisions en uns terminis concrets per comprovar que aquestes condicions es mantenen. Així mateix, quan es consideri necessari, s'han de consultar professionals d'altres especialitats com ara geriatria, psiquiatria, neurologia, oftalmologia, etc.
El consell del personal mèdic és una de les principals raons per les quals les persones deixen de conduir. Moltes ho accepten prou bé. Tot i així, algunes poden enfadar-se, respondre amb ira, o posar-se a la defensiva. És important comunicar els resultats fent èmfasi en altres problemes de la seguretat viària (mal estat de les carreteres, trànsit intens), no només en la conducció deficitària de la persona; valorar l'ús d'alternatives de transport públic; i, si malgrat això el o la pacient s'enfada quan li recomanem que deixi de conduir, cal que li donem temps perquè hi pensi i dissipi la seva ràbia.
També cal que li comuniquem els resultats de manera respectuosa i amb sensibilitat. Comentaris com ara: "podem estar d'acord que no estem d'acord" o "podem tornar a valorar l'evolució de la malaltia dintre d'un temps" o "mirar si les seves condicions milloren amb la medicació" poden suavitzar la gravetat de la situació.
En situacions més conflictives, cal prendre altres mesures més dràstiques, com ara que el cuidador o la cuidadora principal amagui a la persona les claus del vehicle o el vehicle mateix (que haurà portat al garatge "per a una reparació", etc.).
En els casos que el o la pacient encara pugui seguir conduint, li pot ser útil portar una persona sana com a copilot. I, igual que es fa amb tota persona que condueix, li hem de recomanar que (tant ella com la resta d'acompanyants) es posi el cinturó; no begui alcohol abans de conduir; no faci altres activitats mentre condueix, com ara utilitzar el telèfon mòbil; eviti les hores punta, les condicions meteorològiques adverses, la foscor, i disminueixi les distàncies i el temps de conducció. De tota manera, moltes persones grans, espontàniament, ja redueixen molt la conducció i, d'altra banda, malauradament, una persona amb demència tampoc retindrà tots aquests consells.
També cal dir-los que són responsables de comunicar a la Direcció General de Trànsit, o a l'organisme corresponent, i a l'empresa que els fa l'assegurança del vehicle el diagnòstic de demència, com a possible factor de risc per a la conducció.

## Conclusions
Es necessiten més estudis per valorar els beneficis i els riscos de la detecció de persones grans amb deteriorament cognitiu.
Les dades preliminars donen suport a l'ús dels inhibidors de la colinesterasa per millorar la simulació de les tasques de conducció en els i les pacients amb demència, així com al de l'estimulació cognitiva i l'exercici enfocats a les habilitats cognitives relacionades amb la conducció, en les persones grans. Calen estudis addicionals per valorar aquest tipus d'intervencions.

## Conflicte d'interessos
Fons rebuts de diverses institucions públiques i algunes companyies farmacèutiques (Pfizer, Wyeth, Elan, Jhonson & Jhonson i Baxter).
Comentari crític. Aquest treball tracta d'un tema que, tot i ser en teoria freqüent en les persones grans que visitem a l'atenció primària, de vegades no tenim gaire present. Potser ens refiem que la revisió mèdica obligatòria per renovar el carnet de conduir ja serveix per a la detecció de les persones grans amb un risc més elevat d'accidents.
És veritat que aquest article està enfocat als requeriments legals específics dels Estats Units d'Amèrica, que són diferents dels nostres, però m'ha semblat que la revisió de l'article, sobretot pel plantejament del que representa el deteriorament cognitiu relacionat amb la conducció en les persones grans, ens podia ser d'utilitat com a professionals de l'atenció primària.